# 特伦斯·桑德斯
特伦斯·桑德斯（英語：Terence Sanders，1901年6月2日—1985年4月6日），英国男子赛艇运动员。他曾代表英国参加1924年夏季奥林匹克运动会赛艇比赛，获得男子四人单桨无舵手金牌。